# Новотроїцьке (Вільнянська міська громада)
Новотро́їцьке — село в Україні, у  Вільнянській міській громаді Запорізького району Запорізької області. До 2020 року орган місцевого самоврядування — Любимівська сільська рада. Населення станом на 1 січня 2007 року складало 105 осіб.

## Географія
Село Новотроїцьке розташоване за 34 км від обласного центра та 18 км від районного центру, на березі р. Вербова, притоки річки Вільнянка, вище за течією на відстані 2 км розташоване село Грізне, нижче за течією примикає село Гнаровське. Найближча залізнична станція — Вільнянськ (за 18 км).
Площа села — 71,1 га, кількість домогосподарств — 54.

## Історія
Село засноване у 1898 році селянами з Андріївки і Петро-Михайлівки Вільнянського району.
7 (20) листопада 1917 року, відповідно до Третього Універсалу Української Центральної Ради, увійшло до складу Української Народної Республіки.
У 1932—1933 роках селяни зазнали сталінський геноцид.
День села досі відзначається 21 вересня, саме цей день 1943 року в Новотроїцьке увійшли радянські війська, принісши на своїх багнетах відновлення радянського режиму.
З 24 серпня 1991 року село у складі Незалежної України.
В центрі села знаходиться братська могила вояків Червоної армії.
12 червня 2020 року, відповідно до розпорядження Кабінету Міністрів України від № 713-р «Про визначення адміністративних центрів та затвердження територій територіальних громад Запорізької області», село увійшло до складу Вільнянської міської громади.
19 липня 2020 року, в результаті адміністративно-територіальної реформи та ліквідації Вільнянського району, село увійшло до складу новоутвореного Запорізького району.

## Особистість
- Кирилко Матвейчук з Новотроїцького 2020 року увійшов до рейтингу «100 успішних і видатних людей України»[4].